# نيكول بوش
نيكول بوش (بالإنجليزية: Nicole Bush)‏ هي منافسة ألعاب القوى أمريكية، ولدت في 4 أبريل 1986 في وايومنغ في الولايات المتحدة.

## وصلات خارجية
- نيكول بوش على موقع الاتحاد الدولي لألعاب القوى (الإنجليزية)
- نيكول بوش على موقع الاتحاد الأمريكي لسباقات المضمار والميدان (الإنجليزية)
- نيكول بوش على موقع الدوري الماسي (الإنجليزية)